# Кленовый (Курганская область)
Кленовый — поселок в Макушинском районе Курганской области. Входит в состав Степновского сельсовета.

## История
В 1976 г. Указом Президиума ВС РСФСР поселок обгонного пункта переименован в Кленовый.

## Население
| 1989 | 2002 | 2010 |
| ---- | ---- | ---- |
| 182  | ↗200 | ↘188 |